# 솔터고등학교
솔터고등학교(솔터高等學校)는 대한민국 경기도 김포시 마산동에 있는 공립 고등학교이다.

## 학교 연혁
- 2013년 1월 4일 : 솔터고등학교 설립 인가(일반 30학급, 특수 1학급)
- 2013년 3월 1일 : 초대 장홍기 교장 취임
- 2013년 3월 4일 : 제1회 입학식(4학급 100명)
- 2016년 2월 4일 : 제1회 졸업식(97명)
- 2016년 4월 8일 : 경기도형 과학중점학교 운영교 지정
- 2020년 7월 9일 : 경기도형 과학중점학교 재지정 (2021.03.01 - 2026.02.28)
- 2023년 9월 1일 : 제4대 이혜련 교장 취임
- 2024년 1월 9일 : 제9회 졸업생 319명
- 2024년 3월 4일 : 제12회 입학생(10학급 342명)

## 참고 자료
- 솔터고등학교 - 한국교육학술정보원 학교알리미